# Еникьой (дем Гюмюрджина)
 Тази статия е за селото в Гюмюрджинско.  За други села с това име вижте Еникьой.  
Еникьой (на гръцки: Νυμφαία, Нимфея) е село в Гърция, което са намира на територията на община Гюмюрджина (Комотини), област Родопи, регион Източна Македония и Тракия.

## География
Селото е разположено на южните склонове на Родопите, на североизток от Гюмюрджина.

## История
Според Любомир Милетич към 1912 година село Еникьой (Гюмюрджинска каза) е помашко селище. Към 1942 година в Еникьой (Козлукьойско) живеят 359 помаци.